# Nososticta kalumburu
Nososticta kalumburu är en trollsländeart som beskrevs av Watson och Günther Theischinger 1984. Nososticta kalumburu ingår i släktet Nososticta och familjen Protoneuridae. IUCN kategoriserar arten globalt som otillräckligt studerad. Inga underarter finns listade i Catalogue of Life.